# FIA-GT-Meisterschaft

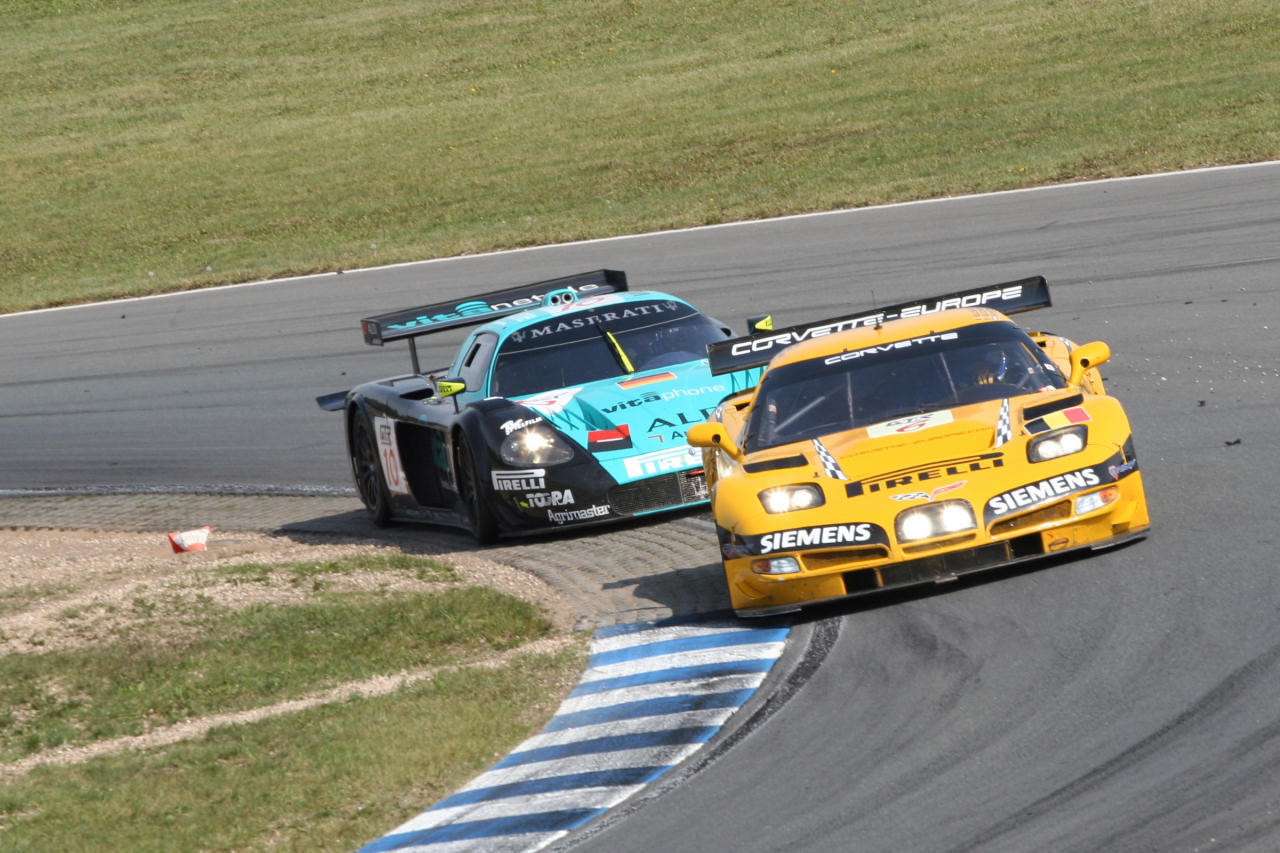
FIA-GT-Rennen

Die FIA-GT-Meisterschaft (GT steht für Gran Turismo) war eine Rennserie, in der seriennahe Supersportwagen und Sportwagen eingesetzt wurden. Die Rennserie wurde zwischen 1997 und 2009 ausgetragen, bevor eine Nachfolgerennserie unter dem Titel FIA-GT1-Weltmeisterschaft gegründet wurde. In den ersten Jahren wurde die FIA-GT weltweit ausgefahren, fokussierte sich jedoch später vor allem auf Europa mit einigen Läufen in Asien und Amerika. Dabei fand der Großteil der Rennen mit zwei verschiedenen Motorsportklassen statt. Die FIA vergab am Saisonende für Fahrer und Teams Meistertitel in den jeweiligen Klassen. 2013 wurde der Name FIA-GT erneut verwendet, die Serie hat jedoch ein anderes Konzept mit Fahrzeugen der Gruppe GT3.

## Geschichte

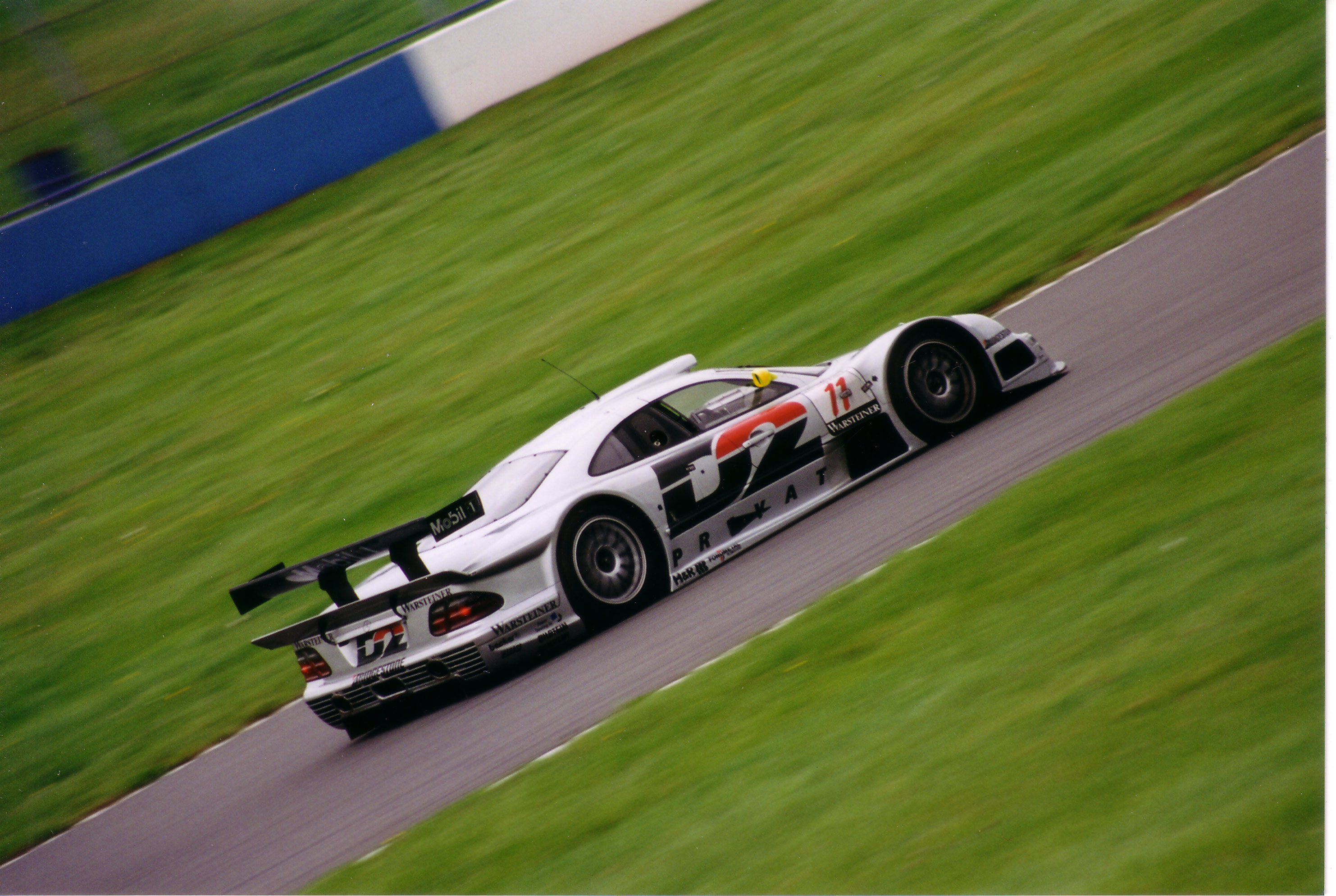
1997 Mercedes von Bernd Schneider und Alexander Wurz

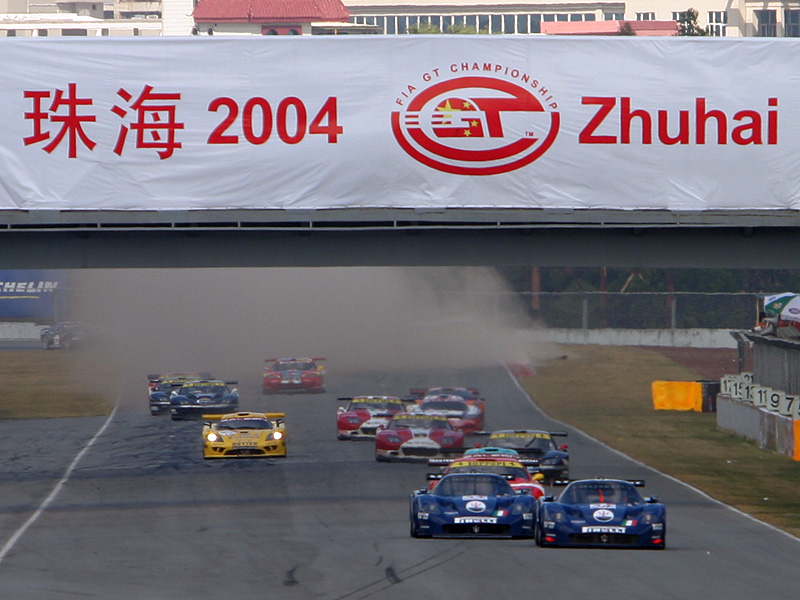
Start der FIA in Zhuhai 2004

Die FIA-GT hatte ihren Ursprung in der 1994 gegründeten BPR Global GT Series, die nach ihren Begründern Jürgen Barth, Patrick Peter und Stéphane Ratel benannt war. In dieser Meisterschaft fuhren unter anderen Rennversionen des Ferrari F40, des McLaren F1 und des Jaguar XJ220.
1997 übernahm die FIA die Federführung in der Serie, während die Planung nun die Stéphane Ratel Organisation übernahm. Alle Fahrzeug die bereits eine Homologation bei der FIA erhielten, konnten direkt von der BPR in die neu geschaffene FIA-GT-Meisterschaft wechseln. Allerdings wurden diese Fahrzeuge schnell von den speziell auf die neue GT-Meisterschaft ausgelegten Fahrzeugen abgelöst. Speziell der Mercedes-Benz CLK GTR und dessen Evolutionsstufe CLK LM entwickelten sich zu den dominierenden Fahrzeugen der ersten beiden Jahre. So gewannen die beiden Wagen unter dem Mercedes-Benz-Werksteam AMG 16 der 21 Meisterschaftsläufe und stellten mit Bernd Schneider, Klaus Ludwig und Ricardo Zonta die Fahrermeister der GT1.
Ende der Saison 1998 kam es zu Differenzen zwischen der FIA, dem SRO und den Automobilherstellern der Serie. Die Herstellungs- und Unterhaltskosten speziell der GT1-Wagen waren im Vergleich zur Vorgängerserie stark angestiegen. Bereits nach der Saison 1997 zogen sich BMW und insgesamt drei weitere Privatiers aus der GT1 zurück, während die leistungsschwächere und günstigere GT2 weiterhin mehr als 10 Einsatzteams vorzuweisen hatte. Daher wollte die FIA die GT1-Klasse neu gestalten. Dies stieß bei den verbliebenen Automobilherstellern auf Widerstand und sie zogen sich aus der Serie zurück. Infolge wurde die GT1 im Jahr 1999 nicht mehr ausgeschrieben. Die GT2-Klasse verblieb als einzige Fahrzeugkategorie in der Serie und erhielt die Bezeichnung GT. Zudem ordnete der Organisator SRO die Serie neu. So konzentrierte sich die FIA GT in den folgenden Jahren stärker auf Privatteams und auf Rennen in Europa. Zwar fanden weiterhin Läufe in China oder Argentinien stand, jedoch deutlich seltener als in den Weltmeisterschaftsjahren. Auch erhielten Werksteams und deren Fahrer nun keine Meisterschaftspunkte mehr, weshalb sie nur noch unregelmäßig in der Serie antraten.
Im Jahr 2000 kam die N-GT unterhalb der bestehenden GT-Klasse hinzu. Im Zuge der Zusammenarbeiten der FIA und des ACO wurden die Klassen 2005 wieder umbenannt. Die zu Beginn der Serie als GT2 ausgeschriebene Klasse hieß nun GT1 und die später hinzugestoßene N-GT erhielt die Bezeichnung GT2. Ab 2005 wurde in den jeweiligen Klassen zudem eine Marke zum Meister ernannt. Als erfolgreichste Autos gelten die Chrysler Viper GTS-R, der Ferrari 550 GTS Maranello und in der leistungsschwächeren GT2 der Porsche 911 GT3 RSR. Für die Saison 2010 strebte Organisator Stéphane Ratel erneut eine Weltmeisterschaft mit GT-Fahrzeugen an. Dazu teilte er die bisherige FIA-GT-Meisterschaft in zwei Serien, modifizierte das Reglement der GT1 und gründete die FIA-GT1-Weltmeisterschaft. Die ebenfalls geplante FIA-GT2-Europameisterschaft wurde indes nicht umgesetzt. Bereits in der letzten Saison 2009 waren die für die Weltmeisterschaft ausgelegten GT1 startberechtigt, blieben jedoch im Vergleich zu den leistungsstärkeren alten GT1-Fahrzeugen zurück.

## Klassen

### GT1

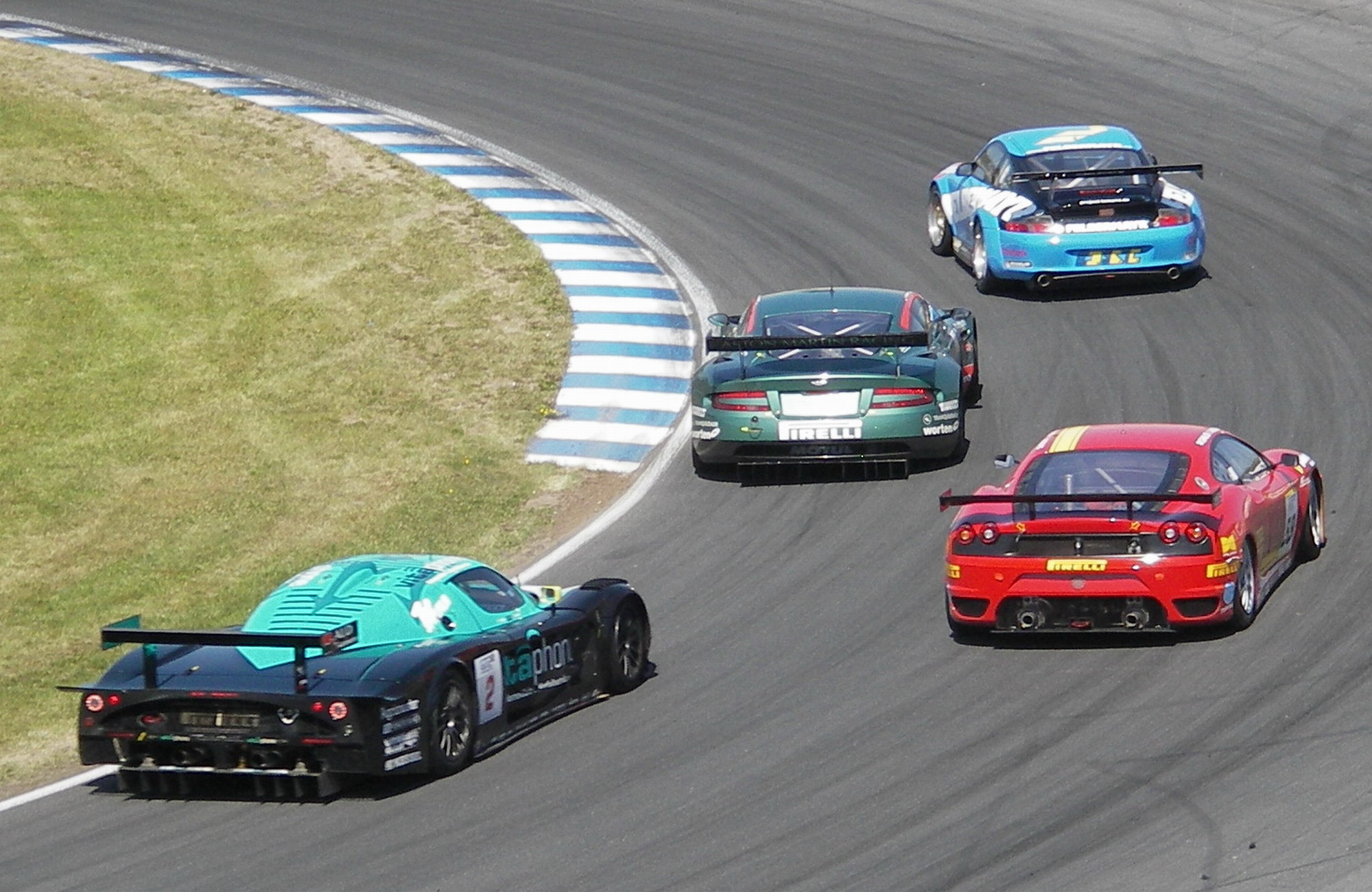
Positionskämpfe in der FIA-GT-Meisterschaft

GT1-Autos sind reine Rennfahrzeuge, die auf Straßenautos basieren müssen. In den letzten Jahren der FIA GT leisteten die Wagen circa 450 kW (600 PS) bei einem Mindestgewicht von 1.100 kg. Zur Homologation der Fahrzeuge war es erforderlich, dass eine bestimmte Stückzahl der Straßenfahrzeuge gefertigt wurde. Die Karosserie blieb beim Umbau zum Rennfahrzeug weitgehend erhalten, die Technik wurde jedoch beinahe zur Gänze ausgetauscht. Alle Teams mussten ab 1999 Privatteams sein, Werksteams waren, falls sie antraten, nicht punkteberechtigt.

### GT2
GT2-Fahrzeuge sind gegenüber der GT1 seriennähere Rennwagen, die in den letzten Jahren der FIA GT etwa 300–330 kW (400–450 PS) leisteten. In dieser Klasse traten überwiegend Kundenteams an, Werksteams waren wie in der GT1 nicht punktberechtigt.

### Andere Klassen

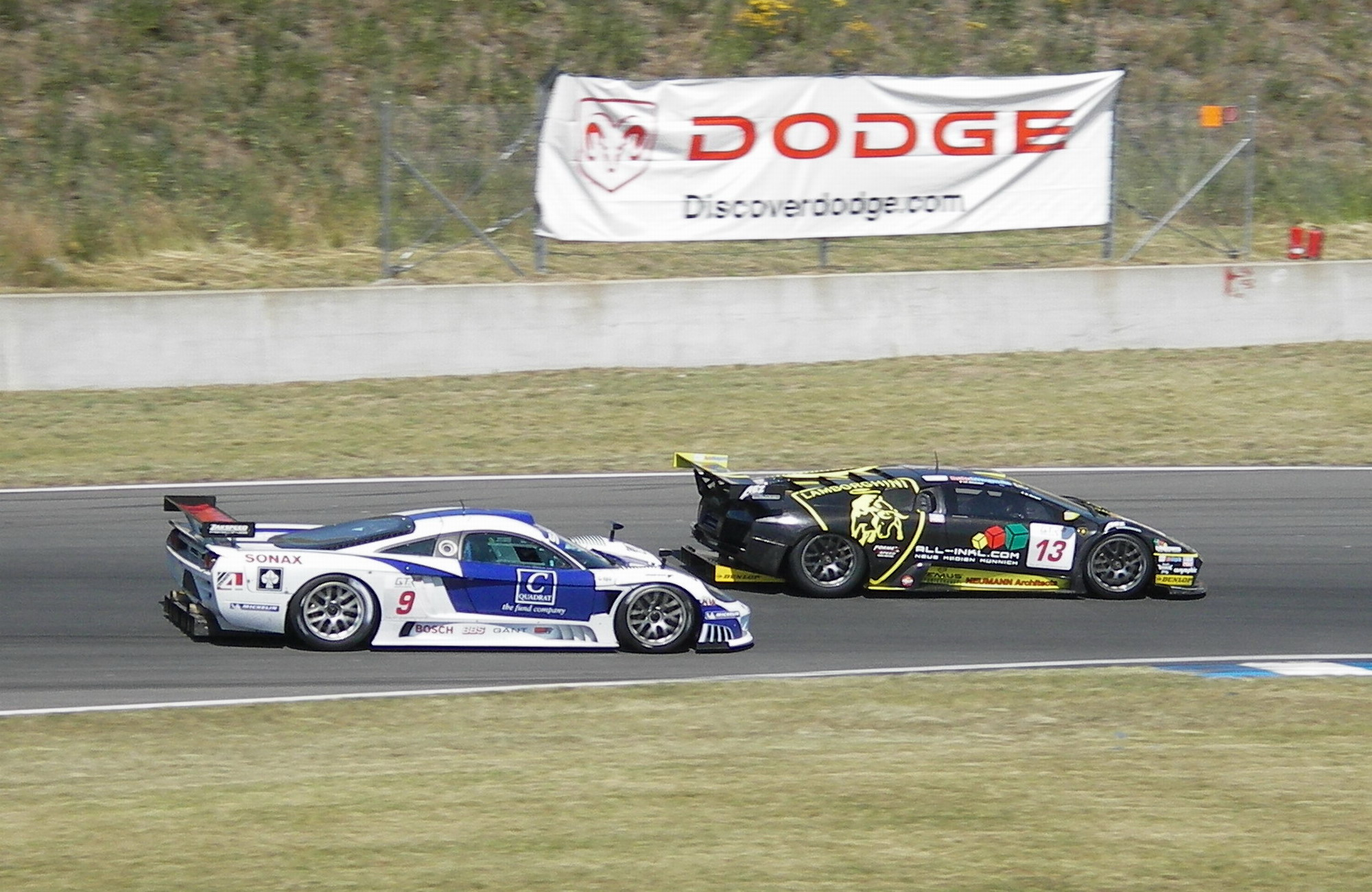
GT1-Saleen und Lamborghini im Zweikampf

In der G2-Klasse waren Fahrzeuge startberechtigt, welche weder GT1- noch GT2-Homologation der FIA besaßen oder deren Homologation abgelaufen war. Die Fahrzeuge dieser Kategorie mussten jedoch die FIA-Sicherheitsstandards erfüllen und ein Mindestgewicht von 1.100 kg auf die Waage bringen. Teilnehmer dieser Klasse erhielten weder Meisterschaftspunkte, noch wurde am Jahresende ein Titel vergeben. So wurde die Klasse beispielsweise 2006 für das Renndebüt des Porsche 997 GT3 RSR genutzt.
Im Jahr 2006 hatte die FIA die weitere Klasse GT3 eingeführt, mit seriennäheren Fahrzeugen, die gegenüber den üblichen Verkaufsfahrzeugen nur geringere Modifikationen wie Überrollkäfig, einen ausgeräumten Innenraum und regelkonformen Kraftstofftank aufweisen dürfen. Die zugehörige Meisterschaft nennt sich FIA GT3-Europameisterschaft. Neben einer Reihe von nationalen Meisterschaften war auch das einzige Langstreckenrennen der FIA GT, das 24-Stunden-Rennen von Spa-Francorchamps, für diese Fahrzeuge ausgeschrieben.

## Rennen
Alle Kategorien starteten gemeinsam in ein Rennen, das bis 2006 über eine Distanz von 500 Kilometer oder eine maximale Zeitdauer von drei Stunden ging. Mit der Saison 2007 beschränkte der SRO die Renndauer auf zwei Stunden. Eine Ausnahme von der Regelung stellte das 24-Stunden-Rennen von Spa-Francorchamps sowie der FIA-GT Lauf in Bukarest dar. Aufgrund der besonderen Charakteristik eines Stadtkurses wurden dort jeweils zwei einstündige Rennen gefahren. Der Lauf am Samstag galt als Qualifikationsrennen (und fließt nicht in die offiziellen Statistiken ein), das eigentliche Rennen fand am Sonntag statt. Eine weitere Besonderheit stellte das Rennen in Adria dar, das bei Nacht stattfand. Alle Läufe wurden mit einem fliegenden Start begonnen. Pro Fahrzeug waren zwei Fahrer zulässig. Bei den 24-Stunden-Rennen von Spa galt eine Beschränkung von vier Piloten. Allerdings musste jeder Pilot während des Rennens mindestens 35 Minuten im Auto sitzen, anderenfalls wurde der Fahrer aus der Wertung genommen. Um die Spannung in der Meisterschaft hoch zu halten, wurde außerdem mit Zusatzgewichten gearbeitet. Die ersten drei Fahrzeuge eines Rennens mussten für die nächsten Meisterschaftsläufe Zusatzballast ins Auto laden, das je nach Platzierung in den folgenden Läufen gegebenenfalls zu oder abnahm.

## Meister
| Jahr | Klasse | Fahrer-Meister                          | Team-Meister                       | Marken-Meister |
| ---- | ------ | --------------------------------------- | ---------------------------------- | -------------- |
| 1997 | GT1    | Bernd Schneider                         | AMG Mercedes                       | –              |
| 1997 | GT2    | Justin Bell                             | Viper Team Oreca                   | –              |
| 1998 | GT1    | Klaus Ludwig Ricardo Zonta              | AMG Mercedes                       | –              |
| 1998 | GT2    | Olivier Beretta Pedro Lamy              | Viper Team Oreca                   | –              |
| 1999 | GT     | Olivier Beretta Karl Wendlinger         | Chrysler Viper Team ORECA          | –              |
| 2000 | GT     | Julian Bailey Jamie Campbell-Walter     | Lister Storm Racing                | –              |
| 2000 | N-GT   | Patrice Goueslard Christophe Bouchut    | Larbre Compétition                 | –              |
| 2001 | GT     | Jean-Philippe Belloc Christophe Bouchut | Larbre Compétition Chereau         | –              |
| 2001 | N-GT   | David Terrien Christian Pescatori       | RWS Motorsport und JMB Competition | –              |
| 2002 | GT     | Christophe Bouchut                      | Larbre Competition Chéreau         | –              |
| 2002 | N-GT   | Stéphane Ortelli                        | Freisinger Motorsport              | –              |
| 2003 | GT     | Thomas Biagi Matteo Bobbi               | BMS Scuderia Italia                | –              |
| 2003 | N-GT   | Stéphane Ortelli Marc Lieb              | Freisinger Motorsport              | –              |
| 2004 | GT     | Fabrizio Gollin Luca Cappellari         | BMS Scuderia Italia                | –              |
| 2004 | N-GT   | Lucas Luhr Sascha Maassen               | Freisinger Yukos Motorsport        | –              |
| 2005 | GT1    | Gabriele Gardel                         | Larbre Compétition                 | Maserati       |
| 2005 | GT2    | Mike Rockenfeller Marc Lieb             | GruppeM Racing                     | Porsche        |
| 2006 | GT1    | Michael Bartels Andrea Bertolini        | Vitaphone Racing Team              | Maserati       |
| 2006 | GT2    | Jaime Melo                              | AF Corse                           | Ferrari        |
| 2007 | GT1    | Thomas Biagi                            | Vitaphone Racing Team              | Maserati       |
| 2007 | GT2    | Toni Vilander Dirk Müller               | AF Corse Motorola                  | Ferrari        |
| 2008 | GT1    | Michael Bartels Andrea Bertolini        | Vitaphone Racing Team              | Maserati       |
| 2008 | GT2    | Toni Vilander Gianmaria Bruni           | AF Corse                           | Ferrari        |
| 2009 | GT1    | Michael Bartels Andrea Bertolini        | Vitaphone Racing Team              | –              |
| 2009 | GT2    | Richard Westbrook                       | AF Corse                           | Ferrari        |

## Sonstiges
Die Rennserie ist Gegenstand der PC-Spiele GTR und GTR2.